# Обична нимфа
Обична нимфа (лат. Coenonympha pamphilus) лептир је из породице шаренаца (лат. Nymphalidae). Један од најмањих међу нимфама, са бојом крила која пуно варира у различитим условима. Окца су обично сведена на беле тачкице, а бела шара је веома бледа и варијабилна. Једна је од најчешћих европских врста на свим травнатим стаништима. 
Широко је распрострањен у виду колонија на травнатим подручјима Евроазије и северозападне Африке, при чему бира сувља станишта у односу на остале врсте рода Coenonympha. Међутим, због антропогеног утицаја губитак станишта довео је до пада бројности ове врсте на појединим подручјима.

## Распрострањење
је распрострањен на територији западног палеартика, посебно у Европи где је забележен у 40 држава по подацима из 2002. године. Популације су такође присутне и у југозападном Сибиру, одређеним регионима Азије и сјеверозападне Африке.

## Станиште
Обична нимфа је врста која насељава травната подручја. Најчешће насељава отворена станишта са краћом травом у односу на остале врсте из овог рода. Такође се јавља на ливадама, планинама и поред железничких пруга. При разможавању и полагању јаја, бирају станишта која су ближа вегетацији у одоносу на отворена станишта.  
Такође насељава баште, паркове и друга зелена подручја у урбаним центрима. Оваква фрагментисана станишта формирају мање или више изоловане коридоре кроз градове, што омогућава повезивање популација.

### Биљка хранитељка
Кратка, здепаста гусеница крупне главене капсуле храни се полифагно биљкама из породице трава (лат. Poaceae)  као што су јежевица (лат. Dactylis glomerata), Poa annua и слично. Врста презимљава у стадијуму гусенице. Тешко се уочавају, јер су зелене, ситне, без специфичних маркација и најчешће позициониране уз саму влат траве. Медиодорзална линија је тамнија и широка, латерална бела и испод спиракулума.

## Сезона лета
Обична нимфа је поливолтна врста. Број генерација и изљегање прве генерације зависи од надморске висине и типа станишта. Лети од фебруара до новембра.

## Подврсте
Подврсте Coenonympha pamphilus:
- (Esper, 1806) (Јужна Европа, Крим, Кавказ, Закавказје и Сибир)
- , [1894]  (Јужна Европа, Крим, Кавказ, Закавказје и Сибир)
- , (1926) (Средња Азија)
- , (1926) (Средња Азија)
- , (1926) (Средња Азија)
- , (1926) (Средња Азија)
- , (1924) (Средња Азија)
- , (1924) (Средња Азија)
- , (1924) (Алтајске планине)
- Harrison, (1948)[11][12]